# De lingua Latina
De lingua Latina libri XXV o, simplemente, De lingua Latina ("Acerca de la lengua latina"), es una obra de Marco Terencio Varrón, escrita probablemente entre los años 47 y 43 a. C. que contiene la teoría lingüística y gramatical del autor.

## Contexto
La educación de la élite romana estaba dominada por su formación en lenguaje, gramática y retórica. Los gramáticos, que enseñaban gramática y literatura, incidían en la ortografía y el uso correcto del lenguaje. Este interés en el lenguaje, las palabras y la gramática llevó a Varrón a escribir De Lingua Latina.
Varrón, el polígrafo más importante de su tiempo fue perdonado por Julio César después de haberse puesto del lado de Pompeyo durante la Guerra Civil. En señal de reconciliación, César le encargó la organización de las bibliotecas públicas de Roma. Varrón se consagró al estudio de la lengua y literatura latinas, la historia, la religión y la arqueología, escribiendo alrededor de sesenta obras en prosa y verso. 

## Estructura
De lingua Latina es un tratado sistemático, una obra fundamental de la historia de la lingüística, siendo el más antiguo escrito conservado de la gramática latina. Pero la obra trata de todo lo referente a la lengua, desde la etimología a la sintaxis.
Constaba de 25 libros, de los cuales solo se han conservado 6 (del V al X) y no de manera integral. Estaban divididos en secciones muy específicas, según un procedimiento típico de Varrón: después del libro I, que servía de introducción general, presentaba cuatro bloques de seis libros cada uno (héxadas): los libros II-VII (primera héxada) se destinaban a la etimología, los libros VIII-XIII (segunda héxada) a la declinación, en particular a la flexión, mientras que los últimos 12 libros estaban dedicados a la composición de las palabras, o sintaxis:

"Quocirca quoniam omnis operis de Lingua Latina tris feci partis, primo quemadmodum vocabula imposita essent rebus, secundo quemadmodum ea in casus declinarentur, tertio quemadmodum coniungerentur, prima parte perpetrata, ut secundam ordiri possim, huic libro faciam finem". (De lingua Latina, VII, 110).

Los bloques de seis estaban a su vez subdivididos en tríadas (bloques de 3). Los libros II-IV, estaban dedicados a Publio Septimio, su cuestor, mientras que todos los demás los dedicó a Cicerón. La primera héxada contenía de disciplina verborum originis, esto es, un tratado general de la etimología, seguida por una parte especial (libros V-VII), distinguida más adelante en: origines verborum locorum et earum rerum quae in locis esse solent (libro V); quibus vocabulis tempora sint notata et eae res quae in temporibus fiunt (libro VI); de poeticis verborum originibus (libro VII).
Los libros restantes conservan la parte especial de la etimología (segunda tríada de la primera héxada) y la parte general de la flexión (primera tríada de la segunda héxada), importante para la cuestión de la analogía y la anomalía en el lenguaje. En De lingua Latina, Varrón abordaba las cuestiones lingüísticas más importantes del mundo antiguo, el griego y el latín, para las cuales su obra ha constituido, aunque solo sea en la parte que nos ha llegado, un notable conocimiento.

## Legado
Para Varrón, el hombre creó las palabras porque se encuentra acciones u objetos cotidianos que requieren que se les ponga un nombre. A partir de estas palabras primitivas, se van creando otras palabras posteriores (Varrón está explicando, en definitiva, cómo se crea una lengua). Desde un punto de vista actual, esta idea tiene efectivamente algo de fundamentación en relación con la adquisición del lenguaje.
A Varrón se le debe la primera distinción entre formación por flexión (morfología flexiva) y formación por derivación (morfología derivativa), la variación de las palabras por su propia naturaleza. Variación obligatoria, por ejemplo, los morfemas de género y número. (Flexión).
Para Varrón, la clasificación de las partes de la oración según el criterio del caso y el tiempo:
1. Participio (tiene caso y tiempo).
2. Verbo (no tiene caso pero sí tiempo).
3. Nombre (en esta categoría se incluía también el adjetivo, tiene caso pero no tiempo).
4. Adverbio (no tiene caso ni tiempo).

## Enlaces externos

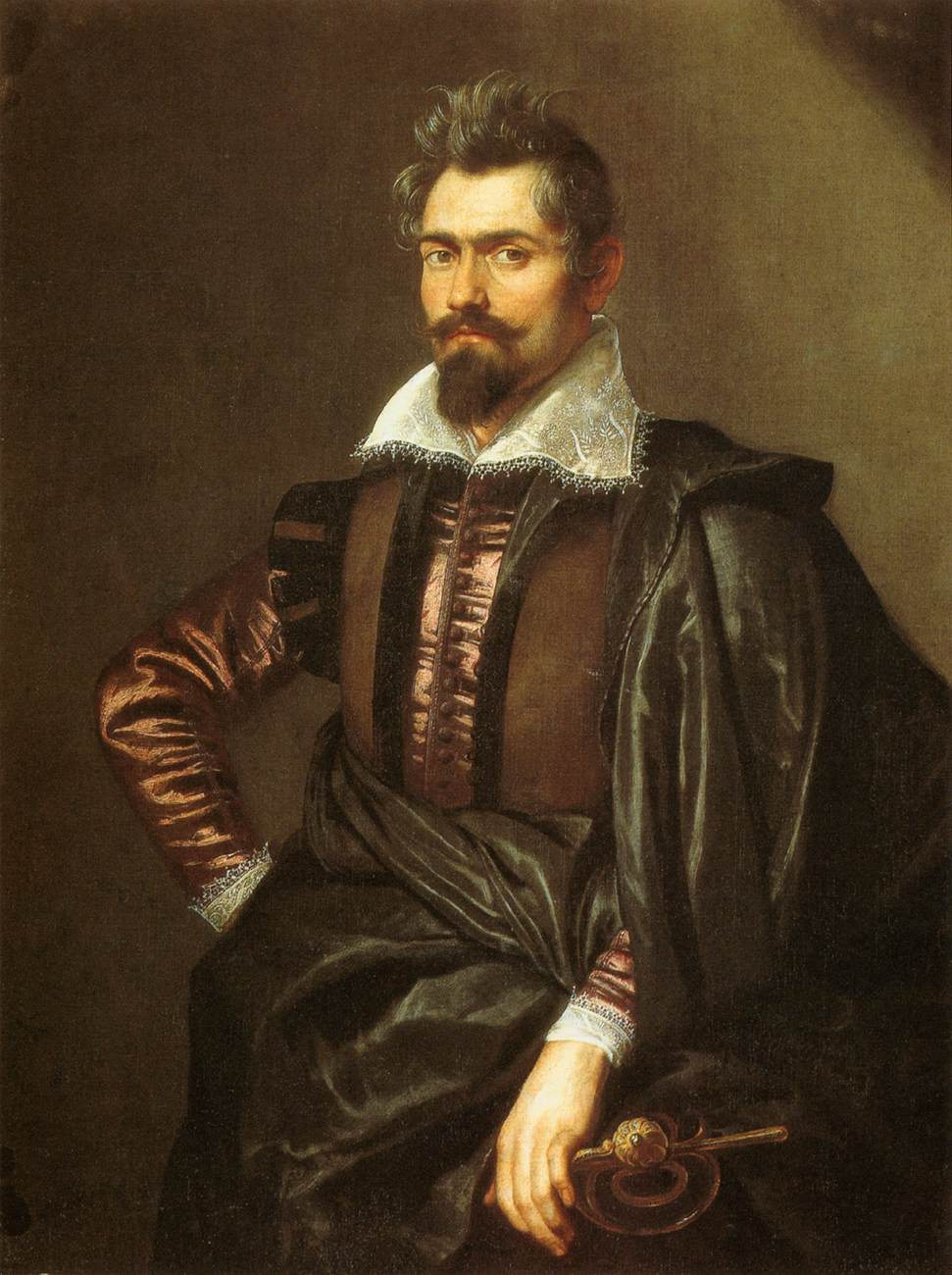
Retrato de Caspar Schoppe (ca. 1606), obra de Rubens conservada en la Galería Palatina.